# Isla de San Domino
Isla de San Domino (en italiano: Isola di San Domino) es una isla italiana parte de la archipiélago de las Islas Tremiti (o Diomedee) en el Mar Adriático que es la primera en superficie de la región de Apulia así como del propio archipiélago. Durante el periodo fascista, la isla se usó como lugar de exilio interno para prisioneros homosexuales hasta el inicio de la Segunda Guerra Mundial.
Administrativamente como parte del conjunto de las Islas Tremiti, se encuentra bajo la jurisdicción de la provincia de Foggia. La isla tiene una superficie de alrededor de 208 ha, con una longitud de 2.600 metros, una anchura de 1.700 metros,  una costa de 9.700 metros y una altura máxima de 116 metros sobre el nivel del mar.